# Muqschin
Koordinaten: 19° 32′ N, 54° 38′ O
Muqschin (arabisch مقشن, DMG Muqšin) ist ein Dorf und ein Verwaltungsbezirk (Wilaya) im Gouvernement Dhofar im südwestlichen Oman.

## Geschichte
Im Verwaltungsbezirk Muqschin wurden einige sehr alte archäologische Funde (Wohnsiedlungen, Werkzeuge und Inschriften) entdeckt, die bis in die Steinzeit zurückreichen.

## Geographie/Lage/Verkehrsverbindungen
Der Ort liegt im Landesinneren inmitten der Wüste Rub al-Chali nahe der 1980 fertiggestellten und gut ausgebauten Straße von Maskat nach Salala. Bis nach Salala sind es 344 km.

## Demographie
Die Bevölkerung im Verwaltungsbezirk Muqschin wuchs lt. offiziellen Angaben in den Jahren von 2003 bis 2008 jährlich um durchschnittlich 5,1 %, wobei der CAGR des Inländeranteils um 2,2 % und der CAGR des Ausländeranteils weitaus stärker um 10,0 % anstieg. Die Zahlen im Einzelnen:
| Wilaya Muqschin   | 2010   | 2009   | 2008   | 2007   | 2006   | 2005   | 2004   | 2003   |
| ----------------- | ------ | ------ | ------ | ------ | ------ | ------ | ------ | ------ |
| Gesamtbevölkerung | 1069   | 769    | 677    | 643    | 595    | 577    | 551    | 529    |
| davon Inländer    | 637    | 403    | 393    | 383    | 375    | 366    | 358    | 353    |
| davon Ausländer   | 432    | 366    | 284    | 260    | 220    | 211    | 193    | 176    |
| Ausländerquote    | 40,4 % | 47,6 % | 41,9 % | 40,4 % | 37,0 % | 36,6 % | 35,0 % | 33,3 % |

## Wirtschaft
Die Bevölkerung im Verwaltungsbezirk Muqschin leben hauptsächlich von Ackerbau (überwiegend von der Weidewirtschaft und den Palmenplantagen) sowie der Viehzucht (Dromedare). Zusätzlich erzeugen sie Leder- und Palmwedelprodukte. Obwohl reichlich Grundwasser vorhanden ist, ist die natürliche Vegetation sehr karg.